# Славотинек, Энн
Энн Славотинек (англ. Anne Slavotinek; род. 13 мая 1963) — австралийская шахматистка, международный мастер (1985) среди женщин.
Двукратная чемпионка Австралии (1982 и 1984). 
В составе сборной Австралии участница следующих соревнований:
- 4 Олимпиады (1980—1984, 1988).
- 3-я Телешахолимпиада (1989/1990). Команда Австралии заняла 1-е место.

## Изменения рейтинга
| Графики недоступны из-за технических проблем. См. информацию на Фабрикаторе и на mediawiki.org. |